# Wayne County, Kentucky
Wayne County är ett administrativt område i delstaten Kentucky, USA, med 20 813 invånare. Den administrativa huvudorten (county seat) är Monticello. 

## Geografi
Enligt United States Census Bureau så har countyt en total area på 1 254 km². 1 190 km² av den arean är land och 64 km² är vatten. 

### Angränsande countyn
- Russell County - nordväst
- Pulaski County - nordost
- McCreary County - öst
- Scott County, Tennessee - sydost
- Pickett County, Tennessee - sydväst

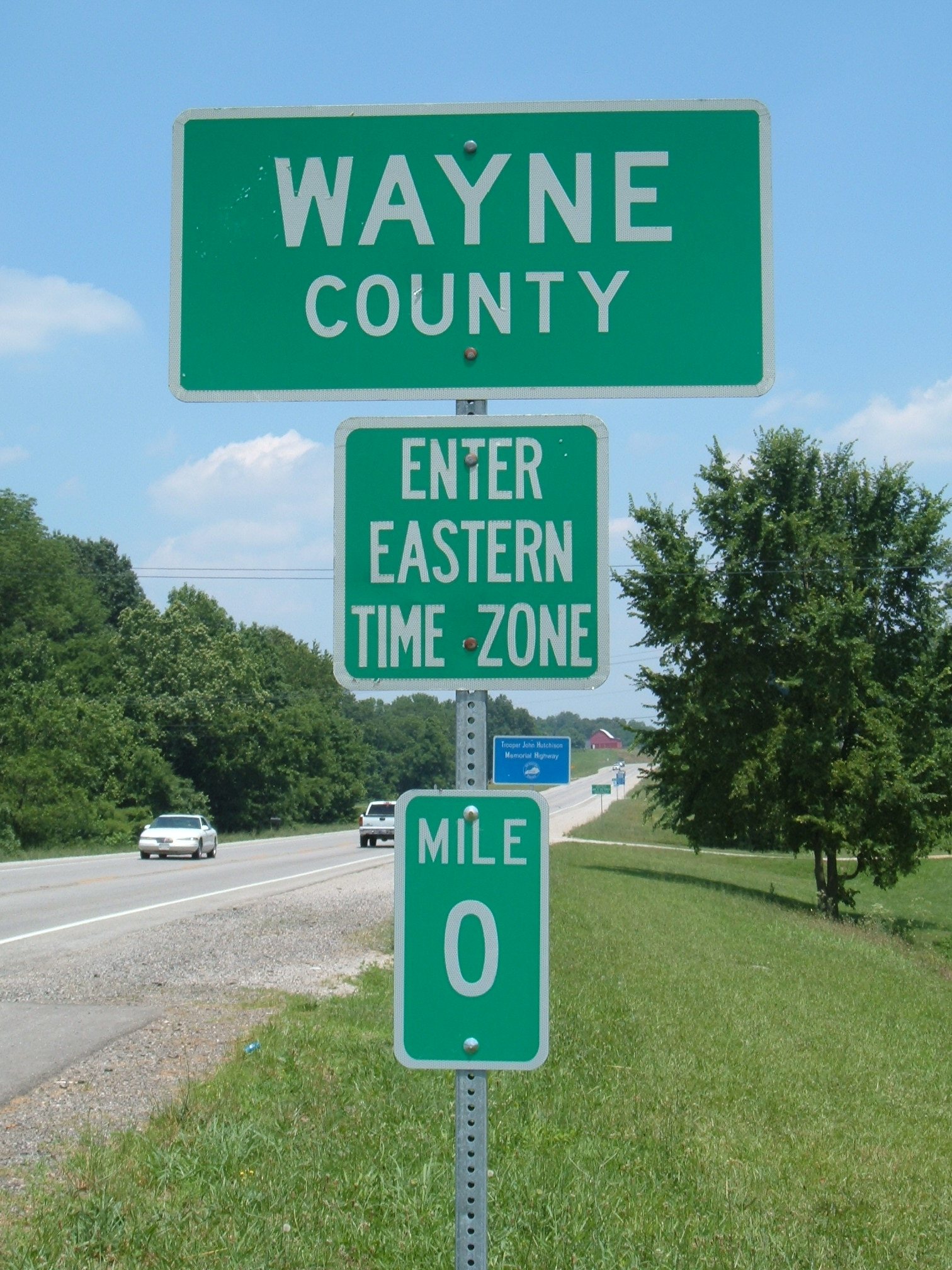

- Clinton County - väst